# Damiano David
Damiano David (Roma, 8 de janeiro de 1999) é um cantor e compositor italiano, mais conhecido por ser o vocalista da banda de rock italiana Måneskin, que venceu a edição de 2021 do Festival de Sanremo e posteriormente o Festival Eurovisão da Canção 2021 (este último enquanto representante italiano) com a canção "Zitti e buoni". Ele é conhecido pelo seu "carisma natural dos grandes frontmen", e como um ícone da moda italiana. David estreou sua carreira solo com a faixa "Silverlines". Lançada em 27 de setembro de 2024, a música foi feita em colaboração com o produtor Labrinth (que produz a trilha da série “Euphoria") e demonstra um lado mais emocional e pop do cantor de 25 anos.

## Infância
Damiano David nasceu em Roma, Itália, filho de comissários de bordo. Devido à natureza do trabalho dos seus pais, ele e o seu irmão viajaram por todo o mundo desde tenra idade, e foram introduzidos a várias culturas.

## Carreira
Ele conheceu Victoria De Angelis, Thomas Raggi e Ethan Torchio, seus futuros membros da banda Måneskin, durante os tempos de colégio. Estudou no Liceo Lingüístico Eugenio Montale em Roma, mas não concluiu o ensino médio e em vez disso, dedicou-se à carreira musical. Quando tomou conhecimento da procura por um vocalista da sua banda local, ele foi inicialmente rejeitado porque o seu estilo era considerado "demasiado pop", mas a sua insistência em fazer parte da banda eventualmente levaram à sua aceitação. David não tardou a mudar o seu estilo e aparência, especialmente em palco, porque aprendeu a expressar-se livremente, bem como ganhar confiança na sua sexualidade. Depois de começarem inicialmente como artistas de rua em Roma, em 2017 a banda tornou-se conhecida quando ficaram em segundo lugar na décima primeira temporada da versão italiana do talent show The X Factor. Seguiu-se uma estreia estrondosa com o álbum de estúdio Il ballo della vita e uma tournê em 2018 e 2019. Em 2021, o seu segundo álbum de estúdio, Teatro d'ira: Vol. I, foi lançado.
Ainda em 2021, os Måneskin venceram o Festival de San Remo e o Festival Eurovisão da Canção, com a música Zitti e buoni. A vitória provocou uma subida da popularidade da banda, com a música a surgir nos primeiros lugares a nível global de várias plataformas de streaming.

## Controvérsia
Depois da vitória da banda no Festival Eurovisão da Canção 2021, Damiano David foi acusado nas redes sociais de consumir droga em direto durante a final. David e os restantes membros da banda sempre tomaram uma posição antidroga desde o início. O próprio vocalista declarou numa entrevista à Vogue Italia: "nós não queremos ser o estereótipo de estrelas do rock drogadas e bêbadas". Ele defende que a criatividade "nasce numa mente saudável, treinada e lúcida" e é contraditório exprimir "o nosso interior ao circunscrevermo-nos a algo que em contrapartida nos torna dependentes, escravos", também se referido ao Clube dos 27.
David voluntariou-se para fazer um exame toxicológico e esclarecer a polémica. Depois de um teste negativo, a EBU emitiu um comunicado a ilibar o cantor das alegações de consumo de drogas, e encerrou a questão.

## Vida pessoal
Damiano manteve um relacionamento pessoal com a modelo italiana Giorgia Soleri, durante cerca de 4 anos, até meados de 2023. Hoje possuindo um relacionamento com a atriz e cantora, Dove Cameron. Ele se descreveu como hétero, mas "curioso".